# 中國黨爭
中国党争，指在中国发生的党争事件。

## 唐朝黨爭
唐朝後期，由于宦官专权和藩镇割据，朝纲混乱不堪，导致严重的派系之争。朝庭中派系鬥爭影響最大的牛李黨爭，就是以牛僧孺和李德裕為代表的兩個官僚集團为了争夺话语权而爆发的衝突。

## 宋朝黨爭
因王安石主張變法（富國強兵）受到宋神宗的支持，但又因王安石改革時不肯接受他人意見（司馬光、蘇軾等人）加上用人不當，許多官員藉機貪污，導致民怨四起。最终导致与司马光等朝中保守派爆发了新旧之争。

## 明朝黨爭
明末位於無錫的「東林書院」是一個秘密批評時政的場所，而東林黨的成員與魏忠賢的「閹黨」產生了利益衝突，東林黨人遭受魏忠賢與其勾結的東廠和錦衣衛迫害，又稱「魏忠賢大殺東林黨」。而魏忠賢的氣焰最後被崇禎平定下來。

## 清朝党争
南北党争是清朝初年的南方与北方士大夫的党派之争。

## 現代的黨爭
現代的政黨，基於所在國家與社會文化底蘊不同，會衍生出不同政體及政黨團體，如一黨制的政體容許多個政黨，但政策只能由單一政黨長期壟斷執政，若是貿然挑戰政體會被強力壓制；多黨制的政體雖然容許多個政黨，但是經常因為不同政策意見的相互對立。